# 玛丝菲尔大厦
玛丝菲尔大厦 (英语: Marisfrolg Pavilion) 位于中國广东省深圳市龙华区，是深圳时装品牌玛丝菲尔的总部。由新西兰勃兰登堡建筑(AVB, Architecture Van Brandenburg）设计，运用热带植物、昆虫的尖刺外壳等仿生造型。工程主体为钢与钢筋混凝土组合结构，外表面采用碎拼面砖、砖片、石块作为装饰。2008年始建，用时15年。园区占地面积近4.9万平方米，建筑面积约11.5万平方米。建筑似乎受到了安东尼·高迪和圣地亚哥·卡拉特拉瓦的影响，并在第14届威尼斯双年展上得到关注。

## 图集

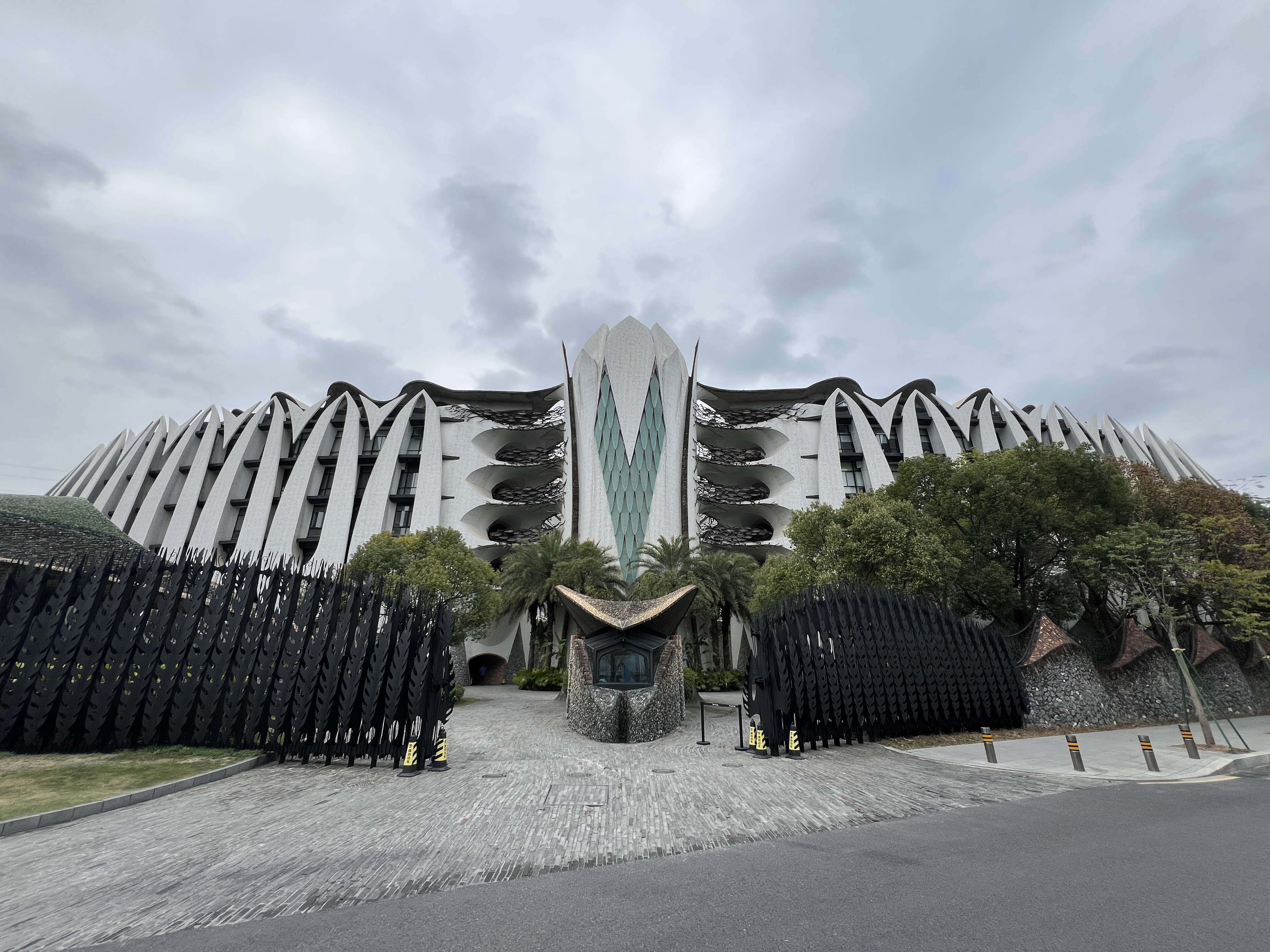
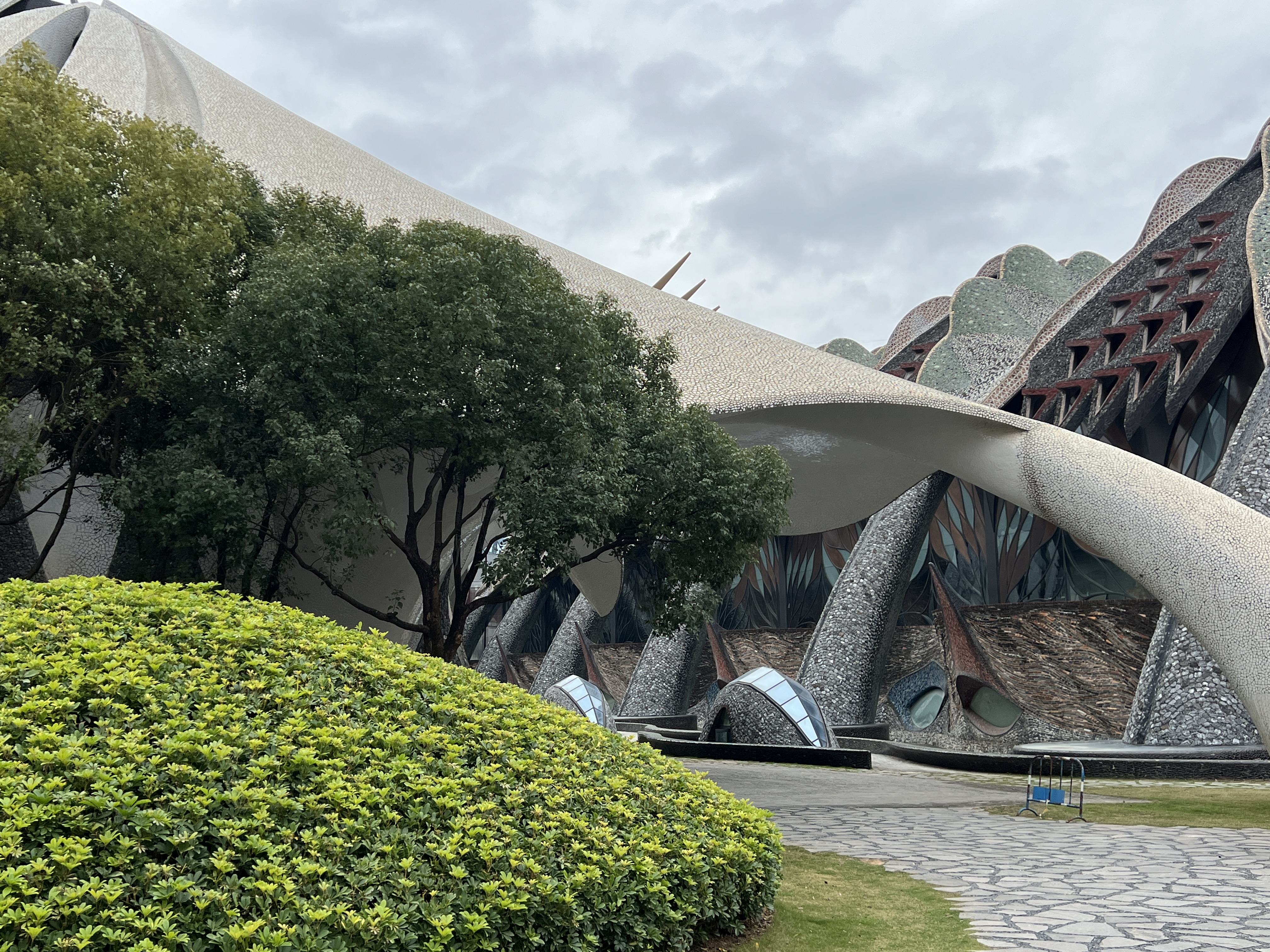
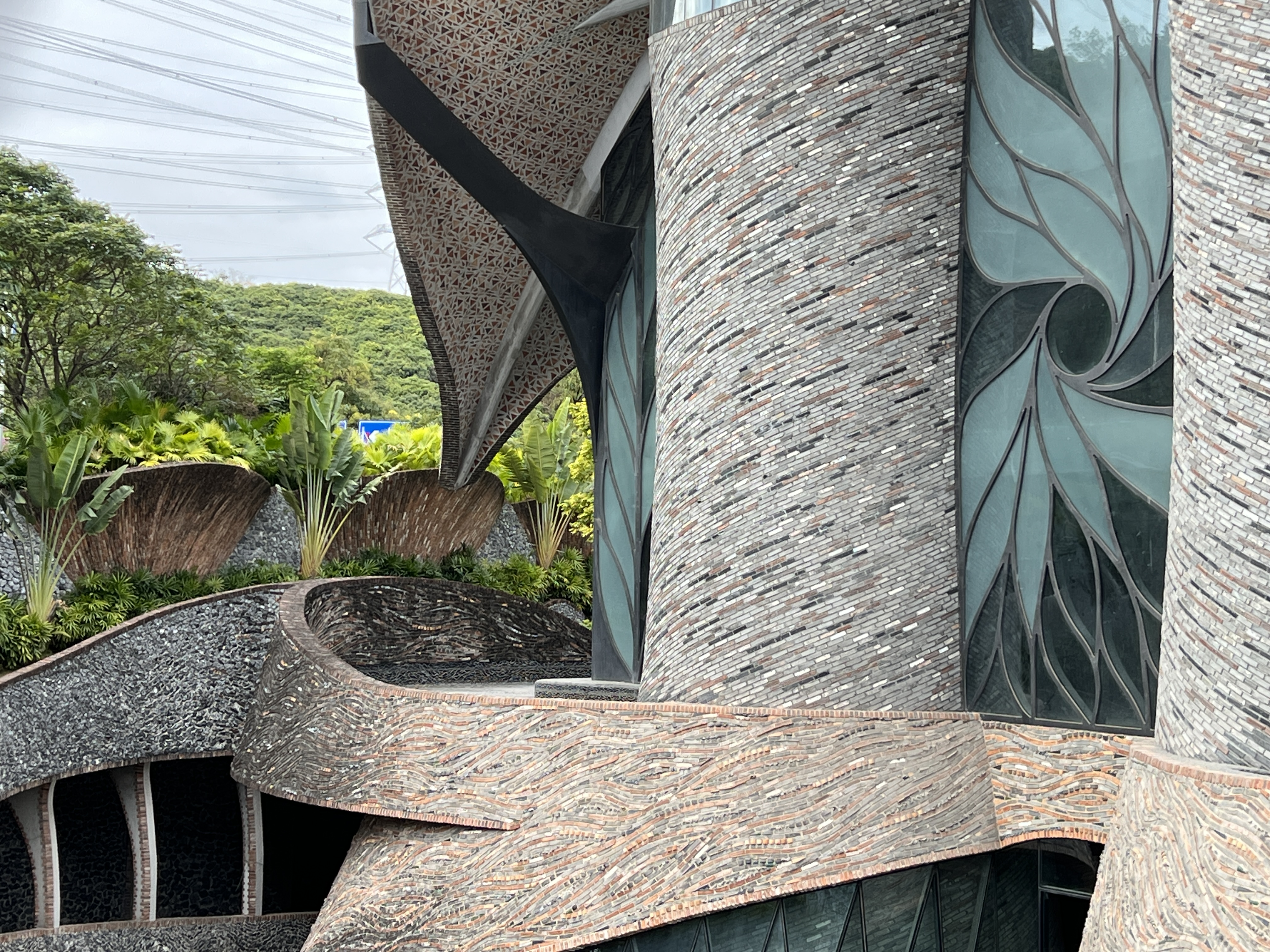
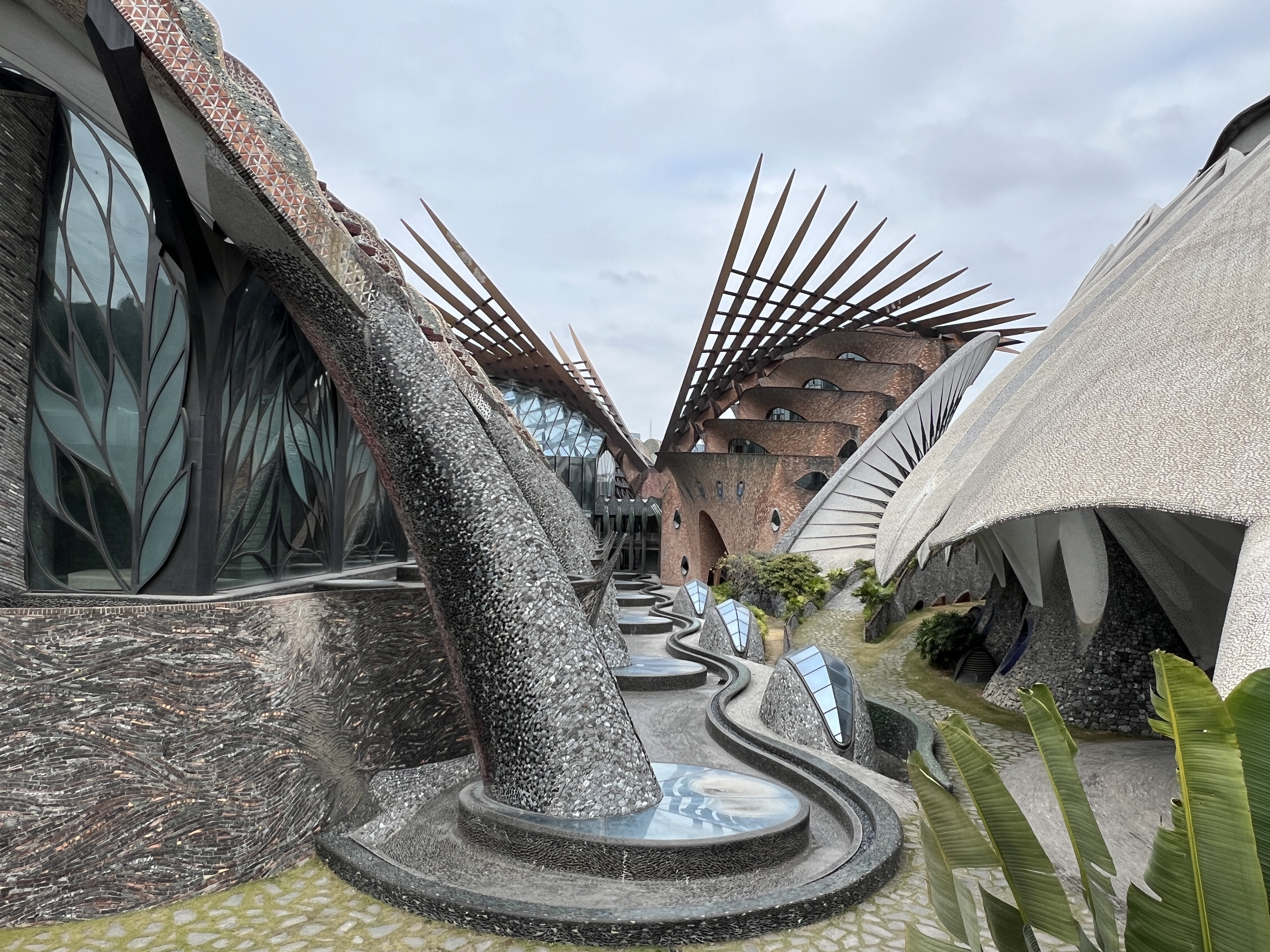
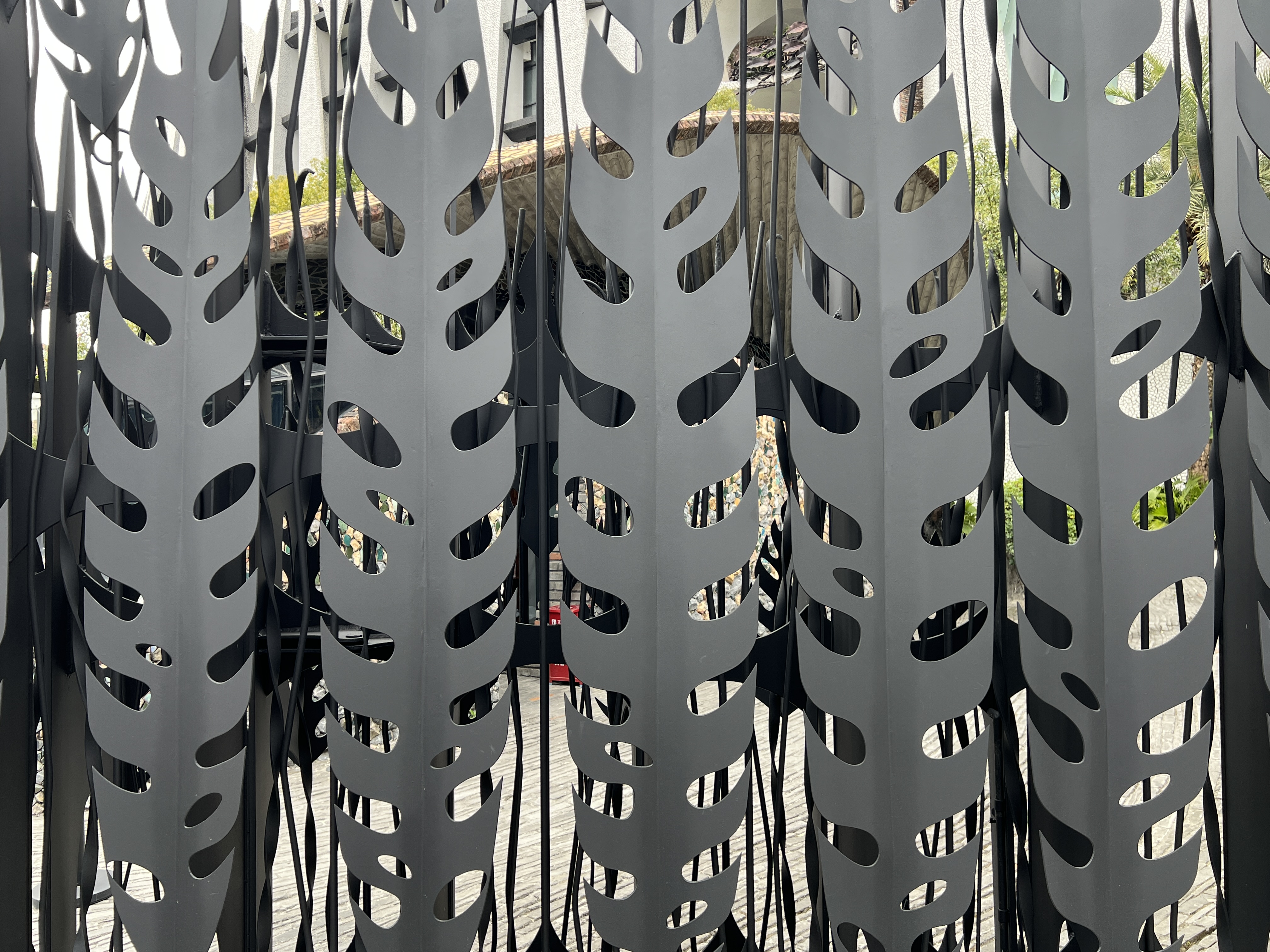